# SoftBank 002P
SoftBank 002P（ソフトバンク ぜろぜろに ピー）はパナソニック モバイルコミュニケーションズが開発しソフトバンクモバイルが販売するW-CDMA通信方式の携帯電話端末。COLOR LIFEの愛称を持つ840Pの後継機種で、COLOR LIFE 2（カラーライフ　ツー）の愛称を持つ。また、法人向け端末002P for Biz（ - フォー ビズ）についても解説する。

## 概要
- シンプル機能が付いている従来のパナソニック携帯電話を基に開発され、カラーは2トーンカラー3色と840Pからの標準色[一部は除く]で構成されている。2トーンカラーの種類はユニオンジャック・テントウムシ・スイートマカロンの3タイプである。ディスプレイやソフトウェアーは840Pに使用された物を利用し、カメラ部分を841Pと同一の物が搭載されている。また、シンプルでありながらも上質感を演出。また手に優しくフィットするラウンドフォルムやパナソニック製の携帯(SoftBank携帯は830Pの頃から)ではお馴染みの九州大学の共同開発による人間工学に基づき、押しやすく、数字や文字を大きくしたボタンレイアウトを採用するなど、使いやすさや分かりやすさに配慮している。
- 002P for Bizは、法人向け用途を想定した機種で、840P for Bizの後継機。「安心遠隔ロック」でメモリーカードおよびUSIMカード内のデータを削除することが可能になったほか、「ケータイ機能制御」が新たに24項目追加された。840P for Biz同様、カラーバリエーションはホワイトとブラックの2色に制限されている。

またこの機種はdocomoP-07Bと兄弟機種である為内装は全く一緒の物を使用。但し、内蔵されているプロセッサーは全く異なった物である。

## 主な機能・サービス
| 主な機能・サービス | 主な機能・サービス              | 主な機能・サービス   | 主な機能・サービス |
| ------------------ | ------------------------------- | -------------------- | ------------------ |
| 防水               | プラチナバンド                  | モバイルウィジェット |                    |
| 緊急速報メール     | 楽デコ                          | S!速報ニュース       |                    |
| PCサイトブラウザ   | 電子コミック                    | S!アプリ             |                    |
| 着うたフル／着うた | デコレメール                    | S!電話帳バックアップ |                    |
| S!FeliCa           | ケータイWi-Fi                   | S!GPSナビ            |                    |
| ダブルナンバー     | TVコール※注                     | 世界対応ケータイ     |                    |
| ワンセグ           | 3G ハイスピード 下り最大7.2Mbps | PCメール             |                    |

※サブカメラを装備していない為、テレビ電話を利用したい人は注意が必要

## 不具合
2012年3月28日に以下の不具合を修正するソフトウェアの更新がなされた。
- 地上デジタル放送の周波数(チャンネル)の再編にともない、「ワンセグ」アプリのチャンネルスキャン機能を改善。

2012年5月11日ソフトウェアの更新がなされた。
- 渡航先によっては、国際設定が[自動]である場合に、 圏外となり国際サービスが利用できない場合がある。

## コスト削減目的で導入されたソフトバンク以外の他社機種一覧
- NTTドコモ
  - N-01G
  - P-01G
  - SH-07F
  - F-07F
  - P-01F
  - N-01E
  - N-03D
  - SH-03E
  - SH-11C
  - P-06C
  - P-04C
  - P-02C
  - P-07B
  - F-08B
  - F-10B（F-08Bベースの法人専用モデル）
  - SH-06B
  - N-06B
  - P-10A

- au（KDDI/沖縄セルラー電話）
  - MARVERA
  - K008
  - K004
  - T007
  - S005
  - CA004
  - SH004
  - CA002

- willcom
  - WX09K
  - WX05K

docomoスマートフォン
- - SH-06D
  - SO-04F
  - SO-02F

au スマートフォン
- - LGV31
  - IS17SH
  - IS14SH

2014年5月現在

## プリモバイルでの販売
2012年7月13日に000代初のプリモバイルとして販売された。当初本体色は黒と白に限られていたが9月27日より5色追加された。今回の機種は前の限定型で販売された831Pとは異なり、量産モデルを流用している。